# Asahi (couraçado)
O Asahi (朝日) foi um couraçado pré-dreadnought operado pela Marinha Imperial Japonesa. Sua construção começou em agosto de 1898 nos estaleiros da John Brown & Company em Clydebank e foi lançado ao mar menos de um ano depois em março de 1899, sendo comissionado na frota japonesa em abril do ano seguinte. Era armado com uma bateria principal composta por quatro canhões de 305 milímetros montados em duas barbetas duplas, tinha um deslocamento de mais de quinze mil toneladas e alcançava uma velocidade máxima de dezoito nós.
O couraçado participou da Guerra Russo-Japonesa de 1904–05, estando presente na Batalha de Port Arthur em fevereiro de 1904 logo nos primeiros dias da guerra. O Asahi depois lutou na Batalha do Mar Amarelo em agosto, em que foi levemente danificado, porém conseguiu acertar a capitânia russa Tsesarevich e matar seu comandante Wilgelm Vitgeft. O navio bateu em uma mina naval em outubro, com seus reparos durando de novembro a abril de 1905, possibilitando que o Asahi participasse da Batalha de Tsushima em maio, em que foi novamente levemente danificado.
Foi reclassificado como um navio de defesa de costa em 1921, sendo depois desarmado e usado como navio de treinamento e depósito. Foi modificado como uma embarcação de salvamento submarino em 1925 e colocado na reserva em 1928. O Asahi voltou ao serviço em 1937 como um navio de transporte na Segunda Guerra Sino-Japonesa e no ano seguinte tornou-se um navio de reparos. Ele afundou em maio de 1942, na Segunda Guerra Mundial, depois de ser torpedeado pelo submarino norte-americano USS Salmon, mas boa parte da tripulação sobreviveu.